# Lijst van voetbalinterlands Frankrijk - Zweden
Deze lijst van voetbalinterlands is een overzicht van alle officiële voetbalwedstrijden tussen de nationale teams van Frankrijk en Zweden. De landen hebben tot op heden 23 keer tegen elkaar gespeeld. De eerste ontmoeting was een vriendschappelijke wedstrijd in Parijs op 10 november 1935. Het laatste duel, een groepswedstrijd tijdens de UEFA Nations League 2020/21, vond plaats op 17 november 2020 in Saint-Denis.

## Wedstrijden
| №  | Plaats      | Datum            | Competitie                  | Wedstrijd          | Uitslag |
| -- | ----------- | ---------------- | --------------------------- | ------------------ | ------- |
| 1  | Parijs      | 10 november 1935 | Vriendschappelijk           | Frankrijk − Zweden | 2 − 0   |
| 2  | Parijs      | 26 maart 1952    | Vriendschappelijk           | Frankrijk − Zweden | 0 − 1   |
| 3  | Solna       | 11 juni 1953     | Vriendschappelijk           | Zweden − Frankrijk | 1 − 0   |
| 4  | Colombes    | 3 april 1955     | Vriendschappelijk           | Frankrijk − Zweden | 2 − 0   |
| 5  | Solna       | 30 augustus 1960 | Vriendschappelijk           | Zweden − Frankrijk | 1 − 0   |
| 6  | Solna       | 15 oktober 1969  | WK 1970 kwalificatie        | Zweden − Frankrijk | 2 − 0   |
| 7  | Parijs      | 1 november 1969  | WK 1970 kwalificatie        | Frankrijk − Zweden | 3 − 0   |
| 8  | Parijs      | 1 september 1978 | EK 1980 kwalificatie        | Frankrijk − Zweden | 2 − 2   |
| 9  | Solna       | 5 september 1979 | EK 1980 kwalificatie        | Zweden − Frankrijk | 1 − 3   |
| 10 | Malmö       | 16 augustus 1989 | Vriendschappelijk           | Zweden − Frankrijk | 2 − 4   |
| 11 | Solna       | 10 juni 1992     | EK 1992                     | Zweden − Frankrijk | 1 − 1   |
| 12 | Parijs      | 28 april 1993    | WK 1994 kwalificatie        | Frankrijk − Zweden | 2 − 1   |
| 13 | Solna       | 22 augustus 1993 | WK 1994 kwalificatie        | Zweden − Frankrijk | 1 − 1   |
| 14 | Parijs      | 2 april 1997     | Vriendschappelijk           | Frankrijk − Zweden | 1 − 0   |
| 15 | Stockholm   | 22 april 1998    | Vriendschappelijk           | Zweden − Frankrijk | 0 − 0   |
| 16 | Saint-Denis | 9 februari 2005  | Vriendschappelijk           | Frankrijk − Zweden | 1 − 1   |
| 17 | Göteborg    | 20 augustus 2008 | Vriendschappelijk           | Zweden − Frankrijk | 2 − 3   |
| 18 | Kiev        | 19 juni 2012     | EK 2012                     | Zweden − Frankrijk | 2 − 0   |
| 19 | Marseille   | 18 november 2014 | Vriendschappelijk           | Frankrijk − Zweden | 1 − 0   |
| 20 | Saint-Denis | 11 november 2016 | WK 2018 kwalificatie        | Frankrijk − Zweden | 2 − 1   |
| 21 | Solna       | 9 juni 2017      | WK 2018 kwalificatie        | Zweden − Frankrijk | 2 − 1   |
| 22 | Solna       | 5 september 2020 | UEFA Nations League 2020/21 | Zweden − Frankrijk | 0 − 1   |
| 23 | Saint-Denis | 17 november 2020 | UEFA Nations League 2020/21 | Frankrijk − Zweden | 4 − 2   |

## Samenvatting
| Competitie          | Totaal gespeeld | Winst Frankrijk | Gelijk | Winst Zweden | Doelsaldo Frankrijk – Zweden |
| ------------------- | --------------- | --------------- | ------ | ------------ | ---------------------------- |
| WK-kwalificatie     | 6               | 3               | 1      | 2            | 9 − 7                        |
| EK-eindronde        | 2               | 0               | 1      | 1            | 1 − 3                        |
| EK-kwalificatie     | 2               | 1               | 1      | 0            | 5 − 3                        |
| UEFA Nations League | 2               | 2               | 0      | 0            | 5 − 2                        |
| Vriendschappelijk   | 11              | 6               | 2      | 3            | 14 − 8                       |
| Totaal              | 23              | 12              | 5      | 6            | 34 − 23                      |

## Details

### Tiende ontmoeting
| Vriendschappelijk (Malmö, Zweden, 16 augustus 1989): |              | |
| Zweden | 2 – 4        | Frankrijk |
| Jonas Thern 5' Stefan Lindqvist 63' | goals        | 57' Éric Cantona 61' Jean-Pierre Papin 83' Jean-Pierre Papin 87' Éric Cantona                                                                                       |
| Olle Nordin | bondscoach   | Michel Platini |
| Thomas Ravelli Roland Nilsson Glenn Hysén Peter Larsson Roger Ljung Anders Limpar 68' Glenn Strömberg Jonas Thern Joakim Nilsson Jan Hellström Mats Magnusson 58' | opstellingen | Joël Bats Manuel Amoros Franck Sauzée Yvon Le Roux Éric Di Meco 70' Jean-Marc Ferreri Bernard Pardo Didier Deschamps Christian Perez Jean-Pierre Papin Éric Cantona |
| Stefan Lindqvist 58' Niclas Larsson-Nyhlén 68' | wissels      | 70' Laurent Blanc |
| | gele kaarten | ??' Éric Di Meco |
| - Debuut van Stefan Lindqvist (Halmstads BK) voor Zweden. - Debuut van Éric Di Meco (Olympique de Marseille) voor Frankrijk.                                      |              | |

### Elfde ontmoeting
| EK 1992 (Solna, Zweden, 10 juni 1992): |              | |
| Zweden | 1 – 1        | Frankrijk |
| Jan Eriksson 25' | goals        | 59' Jean-Pierre Papin |
| Tommy Svensson | bondscoach   | Michel Platini |
| Thomas Ravelli Roland Nilsson Jan Eriksson Patrik Andersson Joachim Björklund Jonas Thern Stefan Schwarz Anders Limpar Klas Ingesson Kennet Andersson 74' Tomas Brolin | opstellingen | Bruno Martini 67' Jocelyn Angloma Basile Boli Laurent Blanc Bernard Casoni Manuel Amoros Franck Sauzée Didier Deschamps Éric Cantona Jean-Pierre Papin 46' Pascal Vahirua |
| Martin Dahlin 74' | wissels      | 46' Christian Perez 67' Luis Fernandez |
| Stefan Schwarz 39' Jonas Thern 87' | gele kaarten | ??' Éric Cantona ??' Jocelyn Angloma |

### Twaalfde ontmoeting
| Vriendschappelijk (Saint-Denis, Frankrijk, 9 februari 2005): |       |                       |
| Frankrijk                                                    | 1 – 1 | Zweden                |
| David Trezeguet 36'                                          | goals | 11' Fredrik Ljungberg |

### Achttiende ontmoeting
| EK 2012 (Kiev, Oekraïne, 19 juni 2012): |              | |
| Zweden | 2 – 0        | Frankrijk |
| Zlatan Ibrahimović 54' Sebastian Larsson 90+1' | goals        | |
| Erik Hamrén | bondscoach   | Laurent Blanc |
| Andreas Isaksson Olof Mellberg Andreas Granqvist Martin Olsson Jonas Olsson Sebastian Larsson Anders Svensson 79' Kim Källström Zlatan Ibrahimović Emir Bajrami 46' Ola Toivonen 78' | opstellingen | Hugo Lloris Mathieu Debuchy Adil Rami Philippe Mexès Gaël Clichy 83' Yann M'Vila 77' Samir Nasri Alou Diarra Franck Ribéry Karim Benzema 59' Hatem Ben Arfa |
| Christian Wilhelmsson 46' Pontus Wernbloom 78' Samuel Holmén 79' | wissels      | 59' Florent Malouda 77' Jérémy Ménez 83' Olivier Giroud |
| Anders Svensson 70' Samuel Holmén 81' | gele kaarten | 68' Philippe Mexès |

### Negentiende ontmoeting
| Vriendschappelijk (Marseille, Frankrijk, 18 november 2014): |              | |
| Frankrijk | 1 – 0        | Zweden |
| Raphaël Varane 83' | goals        | |
| Didier Deschamps | bondscoach   | Erik Hamrén |
| Steve Mandanda Bacary Sagna Eliaquim Mangala Layvin Kurzawa 78' Raphaël Varane Mathieu Valbuena 68' Josuha Guilavogui 86' Dimitri Payet 61' André-Pierre Gignac 68' Antoine Griezmann Paul Pogba | opstellingen | Andreas Isaksson Andreas Granqvist 46' Pierre Bengtsson Pontus Jansson Emil Krafth 46' Kim Källström 67' Erkan Zengin Sebastian Larsson 86' Alexander Kačaniklić 46' Nabil Bahoui 67' Isaac Thelin |
| Moussa Sissoko 61' Alexandre Lacazette 68' Karim Benzema 68' Lucas Digne 78' Maxime Gonalons 86'                                                                                                 | wissels      | 46' Oscar Wendt 46' Albin Ekdal 46' Jimmy Durmaz 67' Branimir Hrgota 67' John Guidetti 86' Emil Forsberg                                                                                           |
| | gele kaarten | 86' Oscar Wendt |

FFF · A-internationals · Selecties · Bondscoaches · Frans vrouwenelftal · Olympisch elftal · Frankrijk U21 · Frankrijk U20 · Frankrijk U19 · Frankrijk U18 · Frankrijk U17 · Frankrijk U16 · Vrouwen U17
1904 – 1919 ·
1920 – 1929 ·
1930 – 1939 ·
1940 – 1949 ·
1950 – 1959 ·
1960 – 1969 ·
1970 – 1979 ·
1980 – 1989 ·
1990 – 1999 ·
2000 – 2009 ·
2010 – 2019 ·
2020 – 2029
EK's: 1984 · 
1992 · 
1996 · 
2000 · 
2004 · 
2008 · 
2012 · 
2016 · 
2020 · 
2024
WK's: 1930 · 
1934 · 
1938 · 
1954 · 
1958 · 
1966 · 
1978 · 
1982 · 
1986 · 
1998 · 
2002 · 
2006 · 
2010 · 
2014 · 
2018 · 
2022
OS: 1900 · 
1908 · 
1920 · 
1924 · 
1948 · 
1952 · 
1960 · 
1968 · 
1976 · 
1984 · 
1996 · 
2020
1904 · 
1905 · 
1906 · 
1907 · 
1908 · 
1909 · 
1910 · 
1911 · 
1912 · 
1913 · 
1914 · 
1915 · 1916 · 1917 · 1918 · 
1919 · 
1920 · 
1921 · 
1922 · 
1923 · 
1924 · 
1925 · 
1926 · 
1927 · 
1928 · 
1929 · 
1930 · 
1931 · 
1932 · 
1933 · 
1934 · 
1935 · 
1936 · 
1937 · 
1938 · 
1939 · 
1940 · 1941  · 
1942 · 
1943 · 1944  · 
1945 · 
1946 · 
1947 · 
1948 · 
1949 · 
1950 · 
1951 · 
1952 · 
1953 · 
1954 · 
1955 · 
1956 · 
1957 · 
1958 · 
1959 ·
1960 · 
1961 · 
1962 · 
1963 · 
1964 · 
1965 · 
1966 · 
1967 · 
1968 · 
1969 ·
1970 · 
1971 · 
1972 · 
1973 · 
1974 · 
1975 · 
1976 · 
1977 · 
1978 · 
1979 ·
1980 · 
1981 · 
1982 · 
1983 · 
1984 · 
1985 · 
1986 · 
1987 · 
1988 · 
1989 · 
1990 · 
1991 · 
1992 · 
1993 · 
1994 · 
1995 · 
1996 · 
1997 · 
1998 · 
1999 · 
2000 · 
2001 · 
2002 · 
2003 · 
2004 · 
2005 · 
2006 · 
2007 · 
2008 · 
2009 · 
2010 · 
2011 · 
2012 · 
2013 · 
2014 · 
2015 · 
2016 · 
2017 · 
2018 ·
2019 ·
2020 ·
2021 ·
2022 ·
2023
Albanië ·
Algerije ·
Andorra ·
Argentinië ·
Armenië ·
Australië ·
Azerbeidzjan ·
België ·
Bolivia ·
Bosnië en Herzegovina ·
Brazilië ·
Bulgarije ·
Canada ·
Chili ·
China ·
Colombia ·
Costa Rica ·
Cyprus ·
Denemarken ·
Duitse Democratische Republiek ·
Duitsland ·
Ecuador ·
Egypte ·
Engeland ·
Estland ·
Faeröer ·
Finland ·
Georgië ·
Gibraltar ·
Griekenland ·
Honduras ·
Hongarije ·
Ierland ·
IJsland ·
Iran ·
Israël ·
Italië ·
Ivoorkust ·
Jamaica ·
Japan ·
Joegoslavië ·
Kameroen ·
Kazachstan ·
Koeweit ·
Kroatië ·
Letland ·
Litouwen ·
Luxemburg ·
Malta ·
Marokko ·
Mexico ·
Moldavië ·
Nederland ·
Nieuw-Zeeland ·
Nigeria ·
Noord-Ierland ·
Noorwegen ·
Oekraïne ·
Oostenrijk ·
Paraguay ·
Peru · 
Polen ·
Portugal ·
Roemenië ·
Rusland ·
Saoedi-Arabië ·
Schotland ·
Senegal ·
Servië ·
Slovenië ·
Slowakije ·
Sovjet-Unie ·
Spanje ·
Togo ·
Tsjechië ·
Tsjecho-Slowakije ·
Tunesië ·
Turkije ·
Uruguay ·
Verenigde Staten ·
Wales ·
Wit-Rusland ·
Zuid-Afrika ·
Zuid-Korea ·
Zweden ·
Zwitserland
Albanië (2016) ·
Argentinië (2018) ·
Argentinië (2022) ·
Australië (2018) · 
België (1904) · 
België (2018) · 
Brazilië (1998) · 
Brazilië (2006) · 
Denemarken (2002) · 
Denemarken (2018) ·
Duitsland (2014) · 
Duitsland (2021) · 
Ecuador (2014) · 
Engeland (1982) · 
Engeland (2012) · 
Engeland (2022) ·
Honduras (2014) · 
Hongarije (2021) · 
Italië (2000) · 
Italië (2006) · 
Italië (2008) · 
Japan (2001) · 
Kameroen (2003) · 
Koeweit (1982) · 
Kroatië (2018) · 
Marokko (2022) ·
Mexico (2010) · 
Nederland (2008) · 
Nigeria (2014) ·
Noord-Ierland (1982) · 
Oekraïne (2012) · 
Oostenrijk (1982) · 
Peru (2018) · 
Polen (1982) · 
Polen (2022) ·
Portugal (2006) · 
Portugal (2016) ·
Portugal (2021) ·
Roemenië (2008) ·
Roemenië (2016) ·
Senegal (2002) · 
Spanje (1984) ·
Spanje (2006) ·
Spanje (2012) ·
Spanje (2021) ·
Togo (2006) ·
Tsjecho-Slowakije (1982) ·
Uruguay (2002) ·
Uruguay (2010) ·
Uruguay (2018) ·
Zuid-Afrika (2010) ·
Zuid-Korea (2006) ·
Zweden (2012) ·
Zwitserland (2006) ·
Zwitserland (2014) ·
Zwitserland (2016) ·
Zwitserland (2021)
SvFF · A-internationals · Selecties · Bondscoaches · Zweeds vrouwenelftal · Olympisch elftal · Zweden U21 · Zweden U20 · Zweden U19 · Zweden U18 · Zweden U17 · Zweden U16 · Vrouwen U17
1908 – 1919 ·
1920 – 1929 ·
1930 – 1939 ·
1940 – 1949 ·
1950 – 1959 ·
1960 – 1969 ·
1970 – 1979 ·
1980 – 1989 ·
1990 – 1999 ·
2000 – 2009 ·
2010 – 2019 ·
2020 − 2029
EK 1960 · 
EK 1964 · 
EK 1968 · 
EK 1972 · 
EK 1976 · 
EK 1980 · 
EK 1984 · 
EK 1988 · 
EK 1992 ·
EK 1996 · 
EK 2000 ·
EK 2004 ·
EK 2008 ·
EK 2012 · 
EK 2016 · 
EK 2020
WK 1930 · 
WK 1934 ·
WK 1938 ·
WK 1950 ·
WK 1954 · 
WK 1958 ·
WK 1962 · 
WK 1966 · 
WK 1970 ·
WK 1974 ·
WK 1978 ·
WK 1982 · 
WK 1986 · 
WK 1990 ·
WK 1994 ·
WK 1998 · 
WK 2002 ·
WK 2006 ·
WK 2010 · 
WK 2014 · 
WK 2018
OS 1908 · 
OS 1912 · 
OS 1920 · 
OS 1924 · 
OS 1928 · 
OS 1932 · 
OS 1936 · 
OS 1948 · 
OS 1952 · 
OS 1956 · 
OS 1964 · 
OS 1968 · 
OS 1972 · 
OS 1976 · 
OS 1980 · 
OS 1984 · 
OS 1988 · 
OS 1992 · 
OS 1996 · 
OS 2000 · 
OS 2004 · 
OS 2008 · 
OS 2012 · 
OS 2016
1908 · 
1909 · 
1910 · 
1911 · 
1912 · 
1913 · 
1914 · 
1915 · 
1916 · 
1917 · 
1918 · 
1919 · 
1920 · 
1921 · 
1922 · 
1923 · 
1924 · 
1925 · 
1926 · 
1927 · 
1928 · 
1929 · 
1930 · 
1931 · 
1932 · 
1933 · 
1934 · 
1935 · 
1936 · 
1937 · 
1938 · 
1939 · 
1940 ·
1941 ·
1942 ·
1943 ·
1944  ·
1945 · 
1946 · 
1947 · 
1948 · 
1949 · 
1950 · 
1952 · 
1952 · 
1953 · 
1954 · 
1955 · 
1956 · 
1957 · 
1958 · 
1959 ·
1960 · 
1961 · 
1962 · 
1963 · 
1964 · 
1965 · 
1966 · 
1967 · 
1968 · 
1969 ·
1970 · 
1971 · 
1972 · 
1973 · 
1974 · 
1975 · 
1976 · 
1977 · 
1978 · 
1979 ·
1980 · 
1981 · 
1982 · 
1983 · 
1984 · 
1985 · 
1986 · 
1987 · 
1988 · 
1989 · 
1990 · 
1991 · 
1992 · 
1993 · 
1994 · 
1995 · 
1996 · 
1997 · 
1998 · 
1999 · 
2000 · 
2001 · 
2002 · 
2003 · 
2004 · 
2005 · 
2006 · 
2007 · 
2008 · 
2009 · 
2010 · 
2011 · 
2012 · 
2013 · 
2014 · 
2015 · 
2016 · 
2017 · 
2018 ·
2019 ·
2020 ·
2021
Albanië ·
Algerije ·
Argentinië ·
Armenië ·
Australië ·
Azerbeidzjan ·
Bahrein ·
Barbados ·
België ·
Bosnië en Herzegovina ·
Botswana ·
Brazilië ·
Bulgarije ·
Chili ·
China ·
Colombia ·
Costa Rica ·
Cuba ·
Cyprus ·
DDR ·
Denemarken ·
Duitsland ·
Ecuador ·
Egypte ·
Engeland ·
Estland ·
Faeröer ·
Finland ·
Frankrijk ·
Georgië ·
Griekenland ·
Hongarije ·
Ierland ·
IJsland ·
Iran ·
Israël ·
Italië ·
Ivoorkust ·
Jamaica ·
Japan ·
Joegoslavië ·
Jordanië ·
Kameroen ·
Kazachstan ·
Kosovo ·
Kroatië ·
Letland ·
Liechtenstein ·
Litouwen ·
Luxemburg ·
Maleisië ·
Malta ·
Mexico ·
Moldavië ·
Montenegro ·
Nederland ·
Nieuw-Zeeland ·
Nigeria ·
Noord-Ierland ·
Noord-Korea ·
Noord-Macedonië ·
Noorwegen ·
Oekraïne ·
Oezbekistan ·
Oman ·
Oostenrijk ·
Paraguay ·
Peru ·
Polen ·
Portugal ·
Qatar ·
Roemenië ·
Rusland ·
San Marino ·
Saoedi-Arabië ·
Schotland ·
Senegal ·
Servië ·
Singapore ·
Slovenië ·
Slowakije ·
Sovjet-Unie ·
Spanje ·
Syrië ·
Thailand ·
Trinidad en Tobago ·
Tsjechië ·
Tsjecho-Slowakije ·
Tunesië ·
Turkije ·
Uruguay ·
Venezuela ·
Verenigde Arabische Emiraten ·
Verenigde Staten ·
Verenigd Koninkrijk ·
Wales ·
Wit-Rusland ·
Zuid-Afrika ·
Zuid-Korea ·
Zwitserland
Brazilië (1958) ·
Duitsland (2006) ·
Duitsland (2018) ·
Engeland (2006) ·
Engeland (2012) ·
Engeland (2018) ·
Frankrijk (2012) ·
Griekenland (2008) ·
Ierland (2016) ·
Italië (2016) ·
Mexico (2018) ·
Oekraïne (2012) ·
Oekraïne (2021) ·
Paraguay (2006) ·
Polen (2021) ·
Rusland (2008) ·
Slowakije (2021) ·
Spanje (2008) ·
Spanje (2021) ·
Trinidad en Tobago (2006) ·
Zuid-Korea (2018) ·
Zwitserland (2018)